# Angela Featherstone
Angela Eileen Featherstone (Hamilton, 13 aprile 1965) è un'attrice canadese.

## Biografia
Ha lavorato sia al cinema che in televisione e ha fatto svariate comparse in alcuni famosi telefilm, tra cui Friends.

## Filmografia parziale

### Cinema
- L'armata delle tenebre (Army of Darkness), regia di Sam Raimi (1992)
- Dark angel - Un angelo dall'inferno (Dark Angel: The Ascent), regia di Linda Hassani (1994)
- The Pompatus of Love, regia di Richard Schenkman (1995)
- Illtown, regia di Nick Gomez (1996)
- Con Air, regia di Simon West (1997)
- Zero Effect, regia di Jake Kasdan (1998)
- Prima o poi me lo sposo (The Wedding Singer), regia di Frank Coraci (1998)
- 200 Cigarettes, regia di Risa Bramon Garcia (1999)
- Rituals and Resolutions, regia di Michael Stein - cortometraggio (1999)
- Takedown (Track Down), regia di Joe Chappelle (2000)
- The Guilty - Il colpevole (The Guilty), regia di Anthony Waller (2000)
- Skipped Parts, regia di Tamra Davis (2000)
- Ivansxtc, regia di Bernard Rose (2000)
- Soul Survivors - Altre vite (Soul Survivors), regia di Stephen Carpenter (2001)
- Pressure - Incubo senza fine (Pressure), regia di Richard Gale (2002)
- Una sola via d'uscita (One Way Out), regia di Allan A. Goldstein (2002)
- Reeseville, regia di Christian Otjen (2003)
- Mother. regia di Sian Heder - cortometraggio (2006)
- Love Hollywood Style, regia di Michael Stein (2006)
- Il solista (The Soloist), regia di Joe Wright (2008)
- Boston Streets (What Doesn't Kill You), regia di Brian Goodman (2008)

### Televisione
- Un medico fra gli orsi (Northern Exposure) - serie TV, 1 episodio (1993)
- Sospetti in famiglia (Family of Cops) - film TV, regia di Ted Kotcheff (1995)
- Sospetti in famiglia 2 (Breach of Faith: Family of Cops II) - film TV, regia di David Greene (1997)
- Friends - serie TV, 2 episodi (1997)
- Seinfeld - serie TV, 1 episodio (1998)
- Providence - serie TV, 9 episodi (2000)
- Federal Protection, regia di Anthony Hickox - film TV (2002)
- The Guardian - serie TV, 10 episodi (2003-2004)
- Il mistero della miniera di smeraldi (Caved In), regia di Richard Pepin - film TV (2006)
- Exes and Ohs - serie TV, 14 episodi (2007-2011)